# Matarawe (Mbinga TC)
Matarawe ist ein Verwaltungsbezirk (Ward) des Distrikts Mbinga (TC) in der tansanischen Region Ruvuma.

## Geografie
Matarawe liegt im Südwesten von Tansania. Es ist der nördliche Stadtteil der Distrikthauptstadt Mbinga. Der Bezirk grenzt im Norden an Mateka, im Osten an Bethrehemu, im Süden an Mbinga Mjini und im Westen an Mbambi. Bei der Volkszählung 2022 lebten 10.248 Menschen in 2624 Haushalten auf einer Fläche von 6 Quadratkilometern.

## Gliederung
Der Bezirk besteht aus vier Stadtteilen (Kitongoji):
- Pugulu
- Matarawe
- Kipika
- Lulambo

## Infrastruktur
- Bildung: Die Mikiga Secondary School ist eine private weiterführende Internatsschule mit einer Ausbildung bis zur 4. Stufe.[6]